# بابی باکستر (بازیکن فوتبال، زاده ۱۹۳۷)
بابی باکستر (انگلیسی: Bobby Baxter؛ زادهٔ ۴ فوریهٔ ۱۹۳۷) بازیکن فوتبال اهل بریتانیا است.
از باشگاه‌هایی که در آن بازی کرده‌است می‌توان به باشگاه فوتبال برایتون اند هوو آلبیون، باشگاه فوتبال تورکی یونایتد، و باشگاه فوتبال دارلینگتون اشاره کرد.